# Lucien Breitman
Pour les articles homonymes, voir Breitman.
Lucien Breitman, né le 23 juin 1890 à Brégy et mort le 28 mars 1983 à Versailles, est une personnalité de Loir-et-Cher, médecin et homme politique socialiste, qualifié de « médecin des pauvres »[réf. souhaitée].

## Biographie

### Origines familiales

#### Place de Lucien au sein de la famille
- Grégoire Georges Breitman (né le 10 juin 1859 à Ananiev, alors dans l'Empire russe et aujourd'hui en Ukraine - 1914), médecin, épouse Tatiana Berkoff (née le 13 janvier 1862 à Odessa, localité aussi alors dans l'Empire russe et aujourd'hui en Ukraine - 1931)
  - Lucien Benjamin Breitman épouse Lucienne Gilberte Deret le 2 avril 1921 à Paris
    - Georges Breitman (1920-2014), médecin et athlète, record de France de saut à la perche
    - Claude Breitman dit Jean-Claude Deret (1921-2016), scénariste, épouse Céline Léger (1937-2017), actrice
      - Isabelle Breitman dite Zabou Breitman (1959), actrice, réalisatrice et metteuse en scène
        - Antonin Chalon (1993), acteur, metteur en scène

    - Michel Breitman (1926-2009), écrivain et traducteur
      - Olivier Breitman (1963), comédien

  - Blanche Rosalie Breitman (1896-1981) épouse en 1917 André Fellus Shemaoun (né à Tunis en 1887-?)
    - Jacqueline Fellus (1919-2006) épouse Gilbert Strauss (1918-1992)
      - Dominique Strauss-Kahn (1949)

#### Descendance
Lucien Breitman est le père du médecin et athlète Georges Breitman, de l'écrivain Michel Breitman, du scénariste Jean-Claude Deret, le grand-père de l'acteur Olivier Breitman et de l'actrice et metteur en scène Zabou Breitman, le grand-oncle de Dominique Strauss-Kahn,,,,.
D'après Mâkhi Xenakis, sa mère Françoise Xénakis serait la fille de Lucien Breitman.

### Formation
Après des études secondaires au collège de Blois (Loir-et-Cher) et à Saint-Cloud (Seine-et-Oise) où il obtient le baccalauréat, Lucien Breitman suit les cours de khâgne durant un an au lycée Lakanal de Sceaux (Seine). Il poursuit ensuite des études de médecine à Paris et passe le concours de l'externat des hôpitaux de Paris.

### Médecin
Lucien Breitman est médecin à l'hôpital de Romorantin, puis médecin-chef dans ce même hôpital où il a comme premier remplaçant Abraham Drücker le père de Michel Drucker ; pendant la Seconde Guerre mondiale, ils seront tous deux contraints d'aller à Compiègne, et médecin-chef de la maternité, du dispensaire, de la gendarmerie et des écoles.

### Homme politique

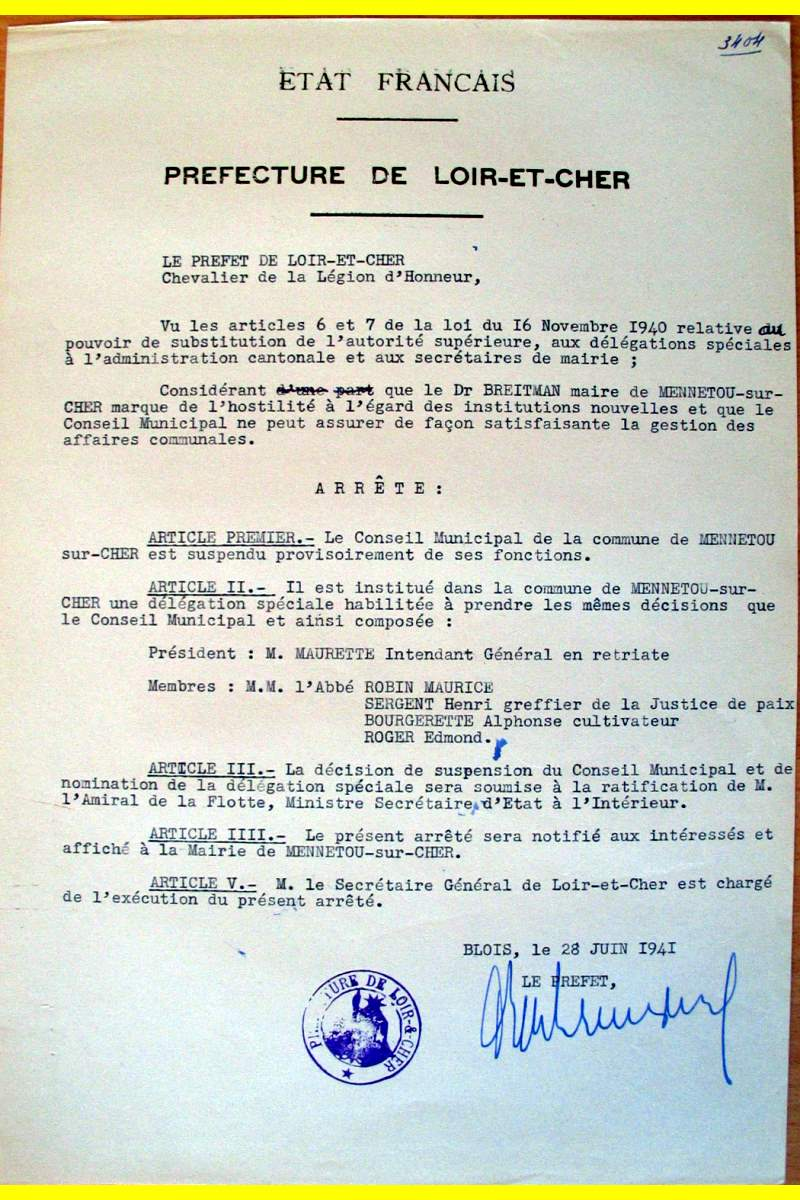
Arrêté préfectoral du 28 juin 1941 suspendant le conseil municipal de Mennetou-sur-Cher.

Lucien Breitman est élu conseiller général du canton de Mennetou-sur-Cher en 1930, puis du canton de Romorantin de 1945 à 1949, maire de Mennetou-sur-Cher,, secrétaire de la Fédération SFIO de Loir-et-Cher de 1934 à 1950 environ.
Personnalité influente en Sologne avant la Seconde Guerre mondiale, Lucien Breitman fait l'objet en 1941 d'allégations, par des médecins confrères, de diverses malversations qu'il aurait commises (détournement d'argent de l'aide médicale gratuite, avortements clandestins, faux certificat pour obtenir l'exemption de son fils aîné...), dont il pense qu'elles sont la cause de sa suspension de maire de Mennetou en 1941 et de sa déportation vers Sachsenhausen le 23 janvier 1943.  
Interné dans la partie "politique" du camp, il y travaille comme médecin. Son dévouement lui vaut d'être réélu maire de Mennetou-sur-Cher le 17 mai 1945 avant même son retour de déportation. Il milite ensuite à l'Action socialiste et révolutionnaire, au Parti socialiste autonome puis au Parti socialiste unifié avant de se retirer de la vie publique.

### Poète
Il est également poète, une sélection de ses poèmes écrits en déportation est publiée en 1981 sous le titre À la margelle du puits' : Compiègne 1941 - Falkensee 1945 pour lequel il reçoit le prix Medec.

## Distinctions et hommage
Lucien Breitman est chevalier de l'ordre de la Légion d'honneur à titre militaire, titulaire de la Croix de guerre 1914-1918 avec deux citations, de la croix de guerre d'Italie, de la médaille de vermeil de la gendarmerie et de la médaille d'or des épidémies.
La municipalité de Romorantin-Lanthenay a donné à une voie de la commune le nom de « rue Lucien-Breitman »
.